# Thủy triều hồng
Tránh nhầm lẫn với Thủy triều đỏ

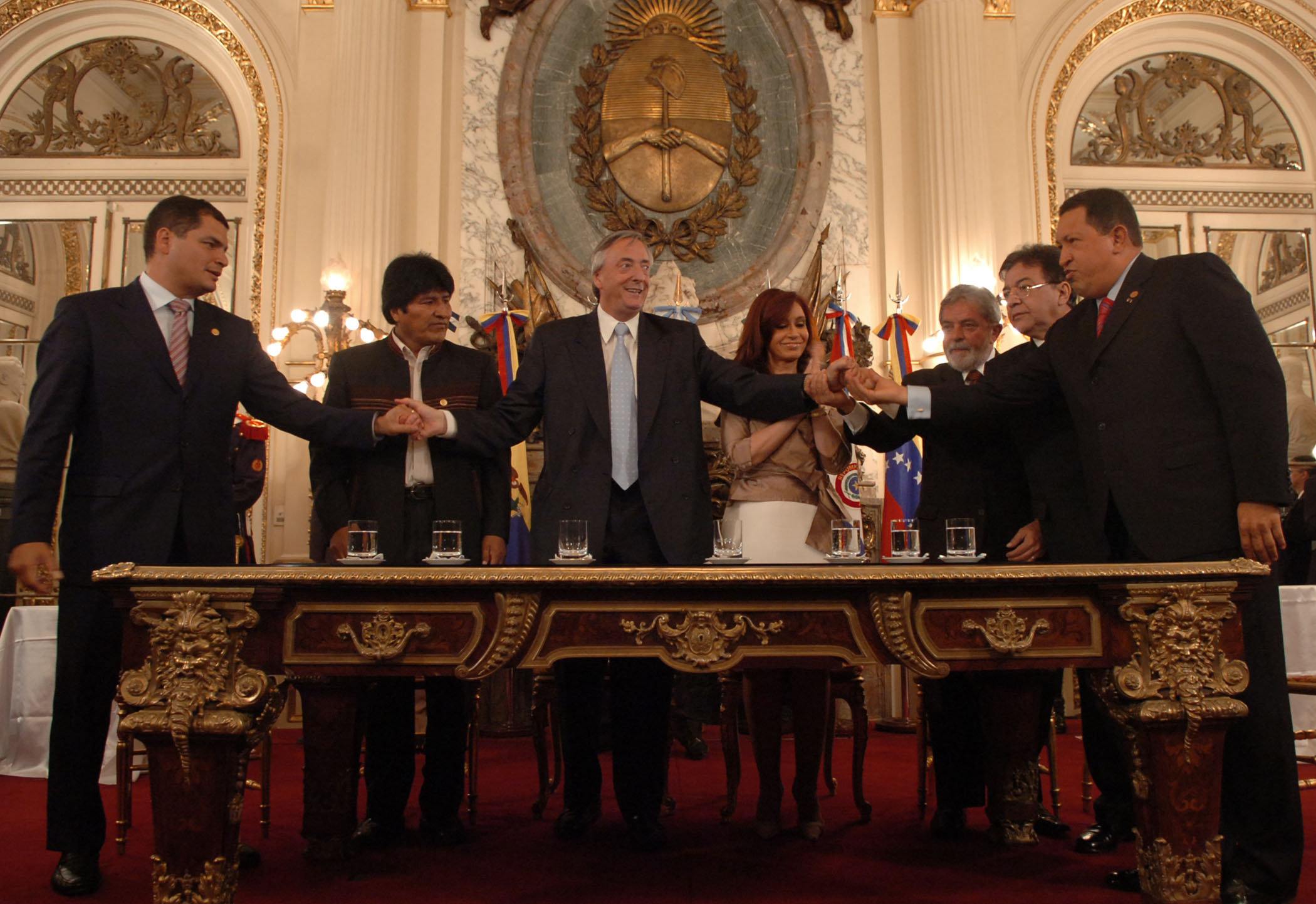
Rafael Correa, Evo Morales, Néstor Kirchner, Cristina Fernández, Luiz Inácio Lula da Silva, Nicanor Duarte, và Hugo Chávez lúc đang ký hiến chương thành lập Ngân hàng miền Nam.

Thuật ngữ "thủy triều hồng" (tiếng Tây Ban Nha: marea rosa, tiếng Bồ Đào Nha: onda rosa) hoặc "chuyển sang cánh Tả" (Sp.: vuelta hacia la izquierda, Pt.: Guinada à Esquerda) là những cụm từ được sử dụng trong phân tích chính trị thế kỷ 21 hiện đại ở các phương tiện truyền thông và những nơi khác để mô tả cảm nhận chống Mỹ, ý thức hệ thiên tả và chính trị cánh Tả  ngày càng gia tăng ảnh hưởng ở Mỹ Latinh 
dưới các chính quyền ngày càng chuyên chế hơn chủ yếu giữa năm 1998 và năm 2009.
Các nước Mỹ Latinh được xem như là một phần của xu hướng tư tưởng này đã được gọi là các quốc gia "thủy triều hồng". Thuật ngữ Tiền tân tự do cũng đã được sử dụng như một thuật ngữ để nói tới thủy triều hồng.

## Bối cảnh
Sau khi Chiến tranh Lạnh kết thúc, Mỹ thúc đẩy các chính sách kinh tế được đặt tên là "Đồng thuận Washington", kêu gọi các nước đang phát triển hãy thực hiện nền kinh tế thị trường tự do và hãy trở nên dân chủ hơn. Theo đài BBC, một "yếu tố chung của thủy triều hồng" là một từ bỏ hoàn toàn với những gì được biết đến ngay từ đầu những năm 1990 như là "đồng thuận Washington", hỗn hợp của các thị trường mở và tư nhân hóa được thúc đẩy bởi Hoa Kỳ ". Với những khó khăn phải đối mặt với các thị trường mới nổi trên toàn thế giới vào thời điểm đó, người Mỹ Latin không chấp nhận nền kinh tế tự do và sử dụng các nền dân chủ được phát huy để bầu các lãnh đạo cánh tả, với gần phân nửa của hàng tá chính phủ được bầu chuyển sang chuyên chế. với việc Trung Quốc trở thành một quốc gia công nghiệp hóa khác tại cùng một thời điểm và có nhu cầu nguồn lực cho nền kinh tế của nó đang phát triển, nó đã tận dụng các mối quan hệ căng thẳng với Hoa Kỳ và hợp tác với các chính phủ cánh tả.